# Ancylotherium
Ancylotherium was een van de laatste overlevende Chalicotheria en leek op een grote geit. Deze herbivoren voedden zich met bladeren, jonge scheuten en andere vegetatie die het twee meter hoge dier van struiken op de Afrikaanse steppen waar ze leefden afgraasden tijdens het laat-Mioceen tot Laat-Plioceen.